# Rieutort (Orb)
Der Rieutort ist ein kleiner Fluss im Süden von Frankreich, der im Département Hérault der Region Okzitanien nordnordwestlich der Stadt Béziers verläuft.

## Geographie

### Verlauf
Der Rieutort entspringt südlich des Col de Bosc Nègre (609 m) im nordwestlichen Gemeindegebiet von Cabrerolles und verläuft generell in südlicher Richtung, zunächst durch den Regionalen Naturpark Haut-Languedoc, später durch das Weinbaugebiet Saint-Chinian. Er mündet schließlich nach insgesamt rund 18 Kilometern im Gemeindegebiet von Cazouls-lès-Béziers, knapp an der Grenze zur Nachbargemeinde Murviel-lès-Béziers, als linker Nebenfluss in den Orb.

### Orte am Fluss
(Reihenfolge in Fließrichtung)
- Aigues-Vives, Gemeinde Cabrerolles
- Rieutort, Gemeinde Cabrerolles
- Barrac, Gemeinde Saint-Nazaire-de-Ladarez
- Fonsalade, Gemeinde Causses-et-Veyran
- Jougrand, Gemeinde Causses-et-Veyran
- Murviel-lès-Béziers